# フィンランドのカレリア地峡再占領
フィンランドのカレリア地峡再占領は、1941年の継続戦争中の8月に、フィンランド軍によりカレリア地峡の旧領を回復した戦い。この後、フィンランド軍の占領は、1944年6月のソ連軍のヴィボルグ-ペトロザヴォーツク攻勢まで続いた。

## 攻勢への準備

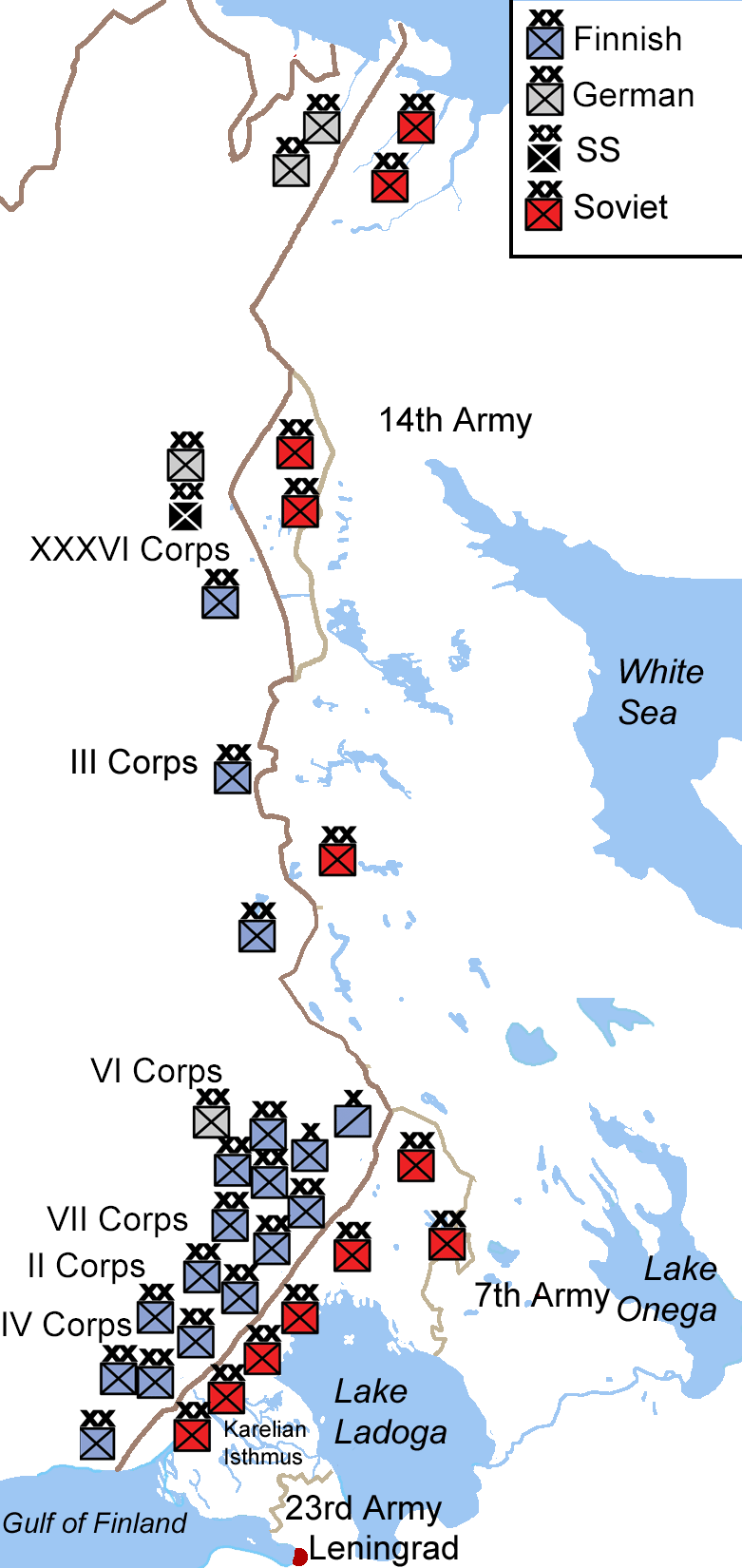
開戦前の戦力配置

フィンランド側はカレリア軍とフィンランド湾軍が戦闘の準備を行っていた。用意されていた軍は
- フィンランド第II軍団(MJ.Gen. Taavetti Laatikainen)（第2師団、第15師団、第18師団）
- フィンランド第V軍団（第10師団）
- フィンランド第IV軍団 (Lt. Gen. Karl Lennart Oesch)（第12師団、第8師団）

である。第II軍団はヴオクシ川北岸に位置しており、第IV軍、第V軍は海岸線の警備に当たっていた。
ソ連側ではカレリア地峡の防衛に
- 第19狙撃兵団（第142師団、第115師団）
- 第50狙撃兵団（第43師団、第123師団）
- 第10機械化兵団（第21機甲師団、第24機甲師団、第198機械化師団）
- 第22カレリア防衛地方隊（師団規模）

が置かれていた。ソビエト第10機械化兵団も配属されていたものの、ドイツのバルバロッサ作戦に対する防衛のために、6月にカレリア地峡からレニングラード方面に移動していた。しかし、第10機械化兵団の第198師団は後備にまわされていた。

## 前哨戦
ドイツがバルバロッサ作戦でフィンランド領から攻撃を始めると継続戦争が始まった。フィンランドV軍団は解体され、第10師団は第IV軍にまわされた。また、6月下旬にはII軍団が予備軍にまわされた。フィンランド側はII軍団、IV軍団共に、最初は防衛を行っていた。しかし、戦況がよくなると、両軍団の大隊や中隊が調査攻撃を始めた。
ソ連軍の予備軍の少なさは、最前線の北部の戦線からより護りやすい場所へと後退するための刺激となり、更に深い場所で防御を固め続けようとした。この防衛線は具体的にはコンクリートと木材で固められた防衛線で、塹壕と地雷原で防御されていた。
一方フィンランド軍はソ連との接触を保ったまま前進を続けた。この静かな状況は7月31日にフィンランド軍の攻勢が始まるまで続いた。

## ラドガ湖まで
ソ連軍の防衛施設はヴオクシ川近郊と、道路の沿線に集中していた。このためフィンランド軍は道のない地形に兵力を集中させ狭く深く戦線を破った。この攻撃は森や沼地に一時的に構築した補給路で援護された。
フィンランド第18師団(Col. Pajari)は最北部に位置していたソビエト第115師団に森を越えて攻撃を行った。フィンランド第18師団は道を進む代わりに森を通って安全に道路を通過し、森を越えて道路を回り込んで攻撃を行った。しかし道路に陣取っていたソビエト軍は戦車等に支援されたや強い軍であったために防御に回ってしまった。この攻撃のあいだフィンランド兵ヴィルホ・ラットー(Vilho Rättö)はソ連の対戦車砲を鹵獲し、この対戦車砲でソ連軍の戦車を4台破壊した。この功績によって彼は兵卒として初めてのマンネルハイム十字章を受けることになった。フィンランドの攻撃によって最終的に8月4日にイルメー(Ilmee)道を包囲し、獲得した。この結果、ソ連軍は保持していた位置を放棄し、イルメーから国境の中間地点まで後退した。
フィンランド第15師団 (Col. Hersalo)による突撃はソ連第142師団の第588歩兵連隊に反抗された。再度の突撃は2kmの範囲に限って行われ、この範囲に多くの砲が集められた。国境の要塞を突破した後は、道路に集まっているソ連軍を森の側路を通って迂回し、先頭部分から一部隊ずつ包囲し捕獲して、5kmほど前進した。6日後、第15師団はヴィープリ-ソルタヴェラ間鉄道から3km、ラドガ湖西岸から15kmの位置まで進攻し、ソ連軍を左方から包囲した。
フィンランド第2師団はソビエト第461歩兵連隊の2大隊の包囲を決定した。この大隊はティリヤ(Tyrjä)村近郊を防衛していた。第2師団第7歩兵連隊はこの村を東から包囲し、防御を行っていたソ連軍をティリヤ湖畔まで押し込んだ。同時期、第28歩兵連隊は村を越えて南部に進軍した。砲によって支援されている四日間、ソ連軍は防御地を保持し続けたが、最終的に包囲された。一部の兵士は森を通って逃げ出した。しかしながら彼らの多くとソ連軍の装備品は村でわなに掛かった。フィンランド人は戦闘での犠牲者に苦しんだ。第7歩兵連隊はTyrjän rykmentti(ティリヤ師団)と呼ばれるようになった。ティリヤの開放により、エリセンヴァーラ鉄道への道が開かれ、8月の5日にはフィンランド軍はヴィープリ-ソルタヴェラ間の鉄道にたどり着いた。
ソ連第23軍の司令官は8月4日に第198狙撃兵師団のソルタヴェラへの反撃を停止するように命令し、この師団を南部に下げた。これによってフィンランド第2師団はソ連第142師団と共に南下した。同時にソビエト第115師団とソビエト第43師団は協力してフィンランド軍の予備軍の活動の停止を試みた。しかし、この攻撃は不十分であったため、ソビエト第115師団はヘリセヴァン川(Helisevänjoki)まで再度後退した。この位置が丘と川が良い防御地を形成したため、ソ連軍はフィンランド第18師団に反撃することができた。フィンランド第18師団はヘリセヴァン川まで進攻し、インキラ(Inkilä)でヴィープリ-ソルタヴェラ鉄道にまでたどり着き、8月8日には鉄道を越えた。
フィンランド第10師団は命令を受けてフィンランド第15師団とフィンランド第18師団のあいだを進攻した。8月6日にはヴィープリ-ソルタヴェラ間の鉄道に到達した。第10師団はカキサルミ-ハイトラ方面へ攻撃を続けた。しかしながらソ連軍はこの鉄道線への道をふさいでおり、道を開けることができたのは8月8日になってからであった。8月8日、第10師団はハイトラの町を攻略している。この第10師団がラドガ湖畔へたどり着いたのは次の日のことであった。これによって北西ラドガ湖畔の陸のつながりを護っていたソ連軍は切断された。8月10日から11日にかけて、ソ連軍はこの接続を取り戻そうと強い反撃を行ったが、失敗に終わった。
フィンランド第2師団の第28連隊はエルセンヴァーラ鉄道の分岐点を8月9日に占領、これによって鉄道を使ったフィンランドの補給が始まった。第2師団第7歩兵連隊によるティリヤの戦いの後、第7歩兵連隊は師団の予備兵として二日間の休養を行い、これに先立ってその他の第2歩兵師団は鉄道線に沿ってラーデンポフヤ(Lahdenpohja)方面への攻撃は続けた。
フィンランド第2師団は8月8日にはラーデンポフヤを占領し、これによってラドガ湖畔のソ連軍の橋頭堡とソ連軍を分断した。同日、第2師団は第I軍に移動され、北部ラドガ湖畔のソビエトの橋頭堡を一掃するように命令された。また、フィンランド第15師団とフィンランド第10師団には南部のソ連軍の橋頭堡を一掃するように命令した。一方ソ連軍もソビエト第142師団と第198師団を海軍での撤退の輸送のために橋頭堡であるキルポランサーリ(Kilpolansaari)島に引き下がるように命令した。この撤兵は秩序だって実行され、ソ連軍のほうが規模が大きかったために、フィンランド側は包囲をすることができなかった。8月11日には第15師団がハイトラ鉄道の分岐点を占領した。
8月13日には全てのソ連軍がフイスコンニエミ(Huiskonniemi)半島とキルポランサーリ島に撤退を始めた。航空優勢を保っていたソ連軍は8月23日には多くの兵力と物資を失うことなくこれらの橋頭堡から部隊を撤退させた。フィンランド第15師団はソ連軍を迫撃し、橋頭堡に残っていた後衛部隊を一掃した。

## ヴオクシ川北岸占領
ソビエトの計画では大規模な反攻計画は8月10日に始めるつもりであった。第23軍はラーイサーラ(Räisälä 現在のMelnikovo)にソビエト第265師団の援軍を受けた。この攻撃はフィンランド第18師団と、第10師団に向けて行われ、道路を取り戻し、北西ラドガ湖にフィンランド軍を包囲することを目的にしていた。同時期に、フィンランド第18師団は休養を取り、同日に攻撃を再開するように命令を受けていた。このとき、ソ連軍がインキラ(Inkilä)から攻撃を開始した、しかし、フィンランド側は5km西部に戻ったのみであった。ソ連軍の攻撃は地の利を得ることに失敗し、フィンランド軍の攻撃によってソ連軍の補給路が切断された。続くフィンランド側の反撃でソ連軍は南部に退却した。
このソ連軍の攻撃によってフィンランド軍がヴオクシ川に到達するのは遅れ、河岸の町、アントレア(Antrea 現在のKamennogorsk)に到達したのは8月14日のことになった。ここでフィンランド軍は川の北岸(左岸)のソ連軍兵力の一掃を続けた。ソ連軍は南西部のヴィープリからエンソ(Enso 現在のSvetogorsk)への兵力の移動を開始し、8月16日にはアントレアへの反撃を行った。しかし、この攻撃にも失敗し、8月21日、ソ連軍はやむを得ず兵力を北岸から避難させた。
東部のフィンランド軍は南東に向けて進軍し、8月17日にヴオサルミ近郊に上陸した。また、8月20日には橋頭堡を得るに至った。
ソ連側の第10師団への反撃は8月14日に行われた。この攻撃によりフィンランド軍の増援が到着し、後退を止めるまでにフィンランド軍を2kmほど後退させた。第10師団はラドガ湖畔から出発し、第15師団第26歩兵連隊の方面へと進んだ。これらの兵力はラーイサーラのソビエト第265師団に対抗するために終結された。8月15日には第10師団は単独でラーイサーラのソビエト軍を包囲するための攻撃を開始し、17日にはこれを包囲、18日には捕獲した。その後はヴオクシ川北岸(左岸)にあるソ連軍の北部への出口を一掃した。8月19日、第10師団の第43歩兵連隊は南部への攻撃を継続し、8月21日にはスヴァント湖(Suvanto)に到達した。更に第10師団第1歩兵連隊が東部へと進攻を続けた。この進攻はヴオクシ川北岸にいたソ連軍に包囲されるのではないかという恐怖を与え、これらの部隊はカキサルミから退却を始めた。しかし、この部隊は8月21日に捕獲された。
この攻撃は南部に向かって続けられた。小さな国境部隊が攻撃を遅延させようと攻撃を続けた。タイパレーン川(Taipaleenjoki)、ラドガ湖岸に再度到達したのは8月23日のことであった。しかしフィンランド軍は川を越えて進軍することができなかった。

## ヴィープリ奪回・ポルランピ包囲

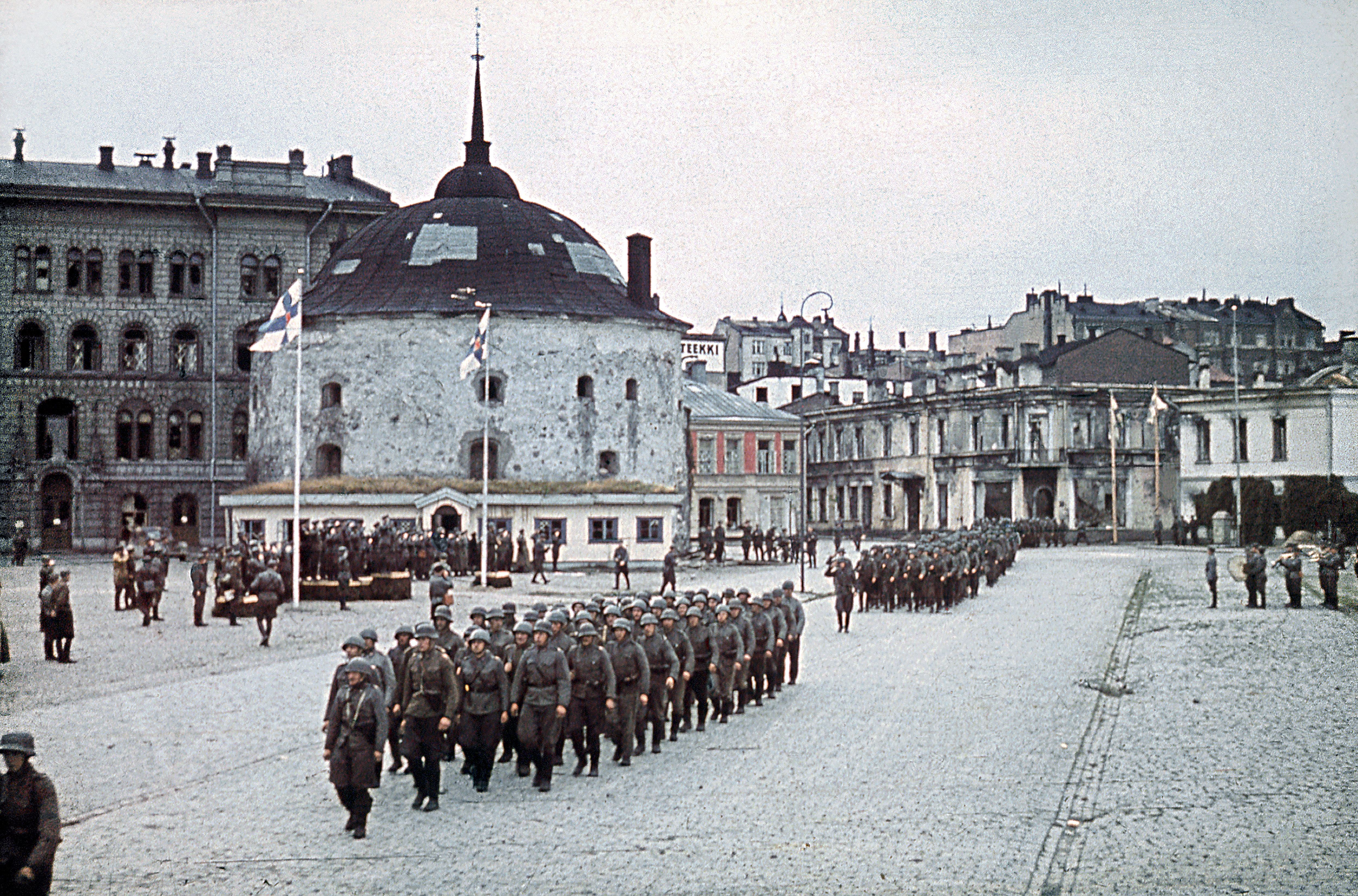
ヴィープリ市奪回後のフィンランド軍のパレード

スタフカはただならぬ状況を認め、8月20日には防衛線まで後退することを認めた。この防衛線はヴィープリからスヴァント湖とタイパレーン川を通ってヴオクシ河口まで走っているものであり、新しい防衛線であったが準備ができていなかった。この判定によって前線は見違えるほどに短くなった。しかし、この決定は先月までに国境線に準備されていた架設の防衛線を放棄することも意味していた。
フィンランド側は独自に南部の国境線から攻撃を開始する準備を行っていた。ソ連軍が国境線を破棄して退却を始めたのを知ったのは8月21日のことであった。準備を行っていたフィンランド軍は即時追撃を開始するように命令された。ソビエト第43師団(MJ.Gen. V. Kirpitsnikov)は移動先のヴィープリの北西で迎撃を開始した。しかし、フィンランド第12師団(Col. Vihma)を停止させることはできず、第12師団はヴオクシ川右岸を進攻し続け、フィンランド第18師団と接触した。これによって第18師団が保持してきたヴオサルミ近郊の橋頭堡を拡大し、8月22日には右岸も全体がフィンランド側の手に落ちた。これによってフィンランド軍は渡河を開始する。ソビエト第123師団(MJ.Gen. F. Aljabusev) はヴィープリの南西を防衛していた。123師団の大多数の兵力と第115師団(MJ.Gen. Konjkov)の大多数の兵力はヴオクシ川上流の防衛線から急いで撤退したために未だ組織化が完了していなかった。フィンランド第4師団はサイマー運河沿いに進撃を続け、ソビエト第43師団を北部方面へ押しやった。8月23日に最南部にいたフィンランド第8師団(Col. Winell)はヴィープリ湾の西岸からユクスパーン川(Ykspäänjoki)までを制圧した。また、湾を渡る準備も始めた。
8月23日の間、フィンランド軍はヴィープリ東部8kmの位置に進攻した。しかし、翌24日の朝ソビエト第123師団と第115師団がヴィープリ東部に位置するフィンランド軍に対する反攻を始めた。これはおそらくこの戦闘に対するイニシアチブを回復し、フィンランド軍をヴオクシ川北岸まで追い返す攻撃であったと考えられる。砲火を充分に使うことでソ連軍は守備に回ったフィンランド軍を5kmほど押し返すことに成功したが、フィンランド軍の前線に穴を開けることができなかった。その時予備軍に回っていた第12師団第26歩兵連隊は既に兵力交代でその場所に向かっていたために、ソ連軍は次の日には元の位置まで押し返された。ソ連の反撃は失敗に終わり、フィンランド第12師団に既におりていた命令に影響もでることはなかった。フィンランド第12師団は既に降りていた命令通りに攻撃を続け、ヴィープリ-レニングラード間の鉄道付近まで進軍、8月25日からはヴィープリ-レニングラード間の主要な鉄道を切断した。
8月24日の朝、フィンランド第8師団は第45歩兵連隊第三大隊と共にヴィープリ湾を渡り、同日、リハニエミ半島に、安全に上陸が行われた。上陸後、攻撃を続け、次の日にはヴィープリから外部に向かう最期の鉄道線を切断し、橋頭堡を数キロメートル拡大、次の2日間で全ての命令を完了した。第12師団は南西に攻撃を続け8月27日までにヴィープリ-レニングラード間の道路も全て切断した。
8月28日、スタフカは第23軍にヴィープリからの撤退を許可し、イェラー(Ylä)からソンメ(Somme)間に新たにもうけた防衛線に撤退することを決定した。この防衛線はマンネルハイム線とほとんど同じ位置に位置していた。ソ連軍は即時撤退を始め、強行的に道路を通過しようと試みた。イェラーからソンメへの突破が成功したのは8月28日の夕方のことであり、夜の間にフィンランド軍の砲火の下を幾つかのトラックや輸送列車で通り抜けた。砲火の為にいくらかの犠牲が生じ、道路は血で満ちた。包囲は狭まっていき最終的に車両を捨てて通らざるを得なくなった。この日から二日間にかけて、ソ連軍はヴィープリ湾に繋がる鉄道線を奪回しようと試みたものの、8月30日の夕方には第12師団第3歩兵連隊が第8師団と合流し、ポルランピ近郊でのモッティ戦術が始まった。
8月31日、ソビエト側は包囲を解こうと試みたが、これにも失敗した。フィンランド軍の包囲は徐々に狭まり、最終的には人名だけでも助けようと車両を放棄し、徒歩で森を通って逃げることを選択した。包囲の輪は更に狭まり続け、夜には小規模な部隊が逃げ出した。士気はどんどん下がり続け、次の日に残っていた兵士たちはとうとう降伏した。9000人もの降伏兵を捕らえ、7000人の死者が埋められた。包囲の輪がしまりきる前に12,000人の兵士がなんとか逃走した。フィンランド側はこの包囲によって306門の砲、55台の戦車、637両のトラック、300両のトラクター、4500匹の馬を鹵獲した。

## 旧国境へ

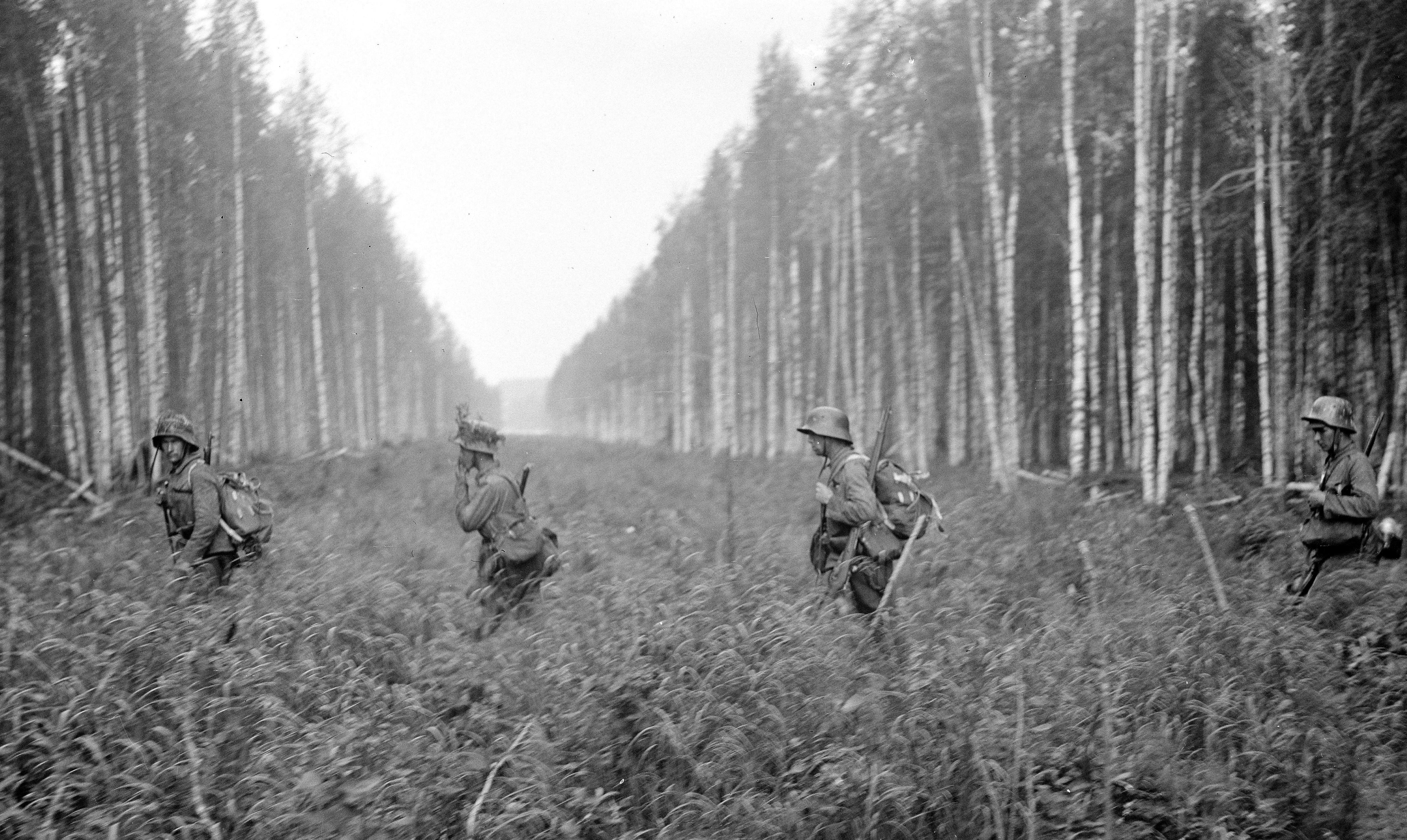
旧国境へ向かう兵士たち

レニングラードとヴィープリの間の主要道路と鉄道の中間で、ソ連軍は再度防衛線を立て直すことを命令された。これは古いマンネルヘイム線に沿ったものであった。しかし退却が遅く、フィンランド第12師団はレイパスオ(Leipäsuo)を攻略、南西のクオレマン湖(Kuolemanjärvi)方面や、南東の鉄道線に沿った方面に攻撃を継続した。ソ連軍はスンマ近くで防御を始め、防御に成功した。しかしフィンランドがムナスオ(Munasuo)で防衛線を突破するとスンマで防衛していたソ連軍は包囲されることになってしまった。ソビエト第123師団の残りは幾つかの場所でフィンランドの進攻に反攻を続けながらレニングラードに向かって撤退を開始した。8月30日の朝、南西に向かっていたフィンランド第12師団はクオレマン湖(Kuolemanjärvi)近郊でコイヴィスト(Koivisto)-レニングラード間の鉄道を切断し、同じ日にフィンランド湾にまで到達した。同日、ヴァンメルスー(Vammelsuu)では第12師団が鉄道線を遮断した。しかし、主要道路の切断には失敗している。次の日の朝に湾側の部隊もヴァンメルスーに到着し、合流、東部のテリヨキ(Terijoki)に向けて、攻撃は更に続けられた。8月31日にテリヨキは攻略され、次の日までにラヤヨキ川の旧国境に到達した。ソ連軍はコイヴィスト(Koivisto)近郊でまたも包囲され、ソ連海軍の輸送艦でこの島を退却し、レニングラードに向かった。最後に残った部隊も11月1日には避難している。
8月23日から、第12師団の左方で第18師団が南東のヴオクシ川とムオラーン湖(Muolaanjärvi)の間で攻撃を開始した。8月26日には最初にこの地峡を突破した。他方、最初のフィンランド第2師団は第18師団と交代し、地峡からキルッコ湖(Kirkkojärvi)とプンナス湖(Punnusjärvi)の間で前進、第10師団はプンナス湖からヴオクシ川に向かった。ラドガ湖北西岸のモッティ戦術で包囲すると、この地域からソ連軍は一掃された。フィンランド第I軍は第10師団と第15師団を伴ってヴオクシ川下流域に向かった。フィンランド第18師団は8月27日第二の湖の地峡を突破し、一日の休養を置いてキヴェンナパ(Kivennapa 現在のPervomaiskoye)へ向けて攻撃を継続した。キヴェンナパの交差点は8月29日に占領、攻撃は更に旧国境に向けて続けられ、8月31日には国境に到達した。第2師団も8月31日に旧国境に到達した。
第10師団は8月29日にソビエト第198師団の反撃を受けた。しかし、フィンランド第15師団もヴオクシ川の対岸から攻撃に加わり、第198師団を追いやりフィンランド軍の攻撃速度は8月30日から加速した。バルクヤルヴィ(Valkjärvi)鉄道の終点を8月31日には攻略した。これによってソ連軍は包囲の危険性が高まり、ヴオクシ川の下流域の南岸に布陣していたソ連軍は更に南部に戻り旧国境線に戻ることになった。第15師団はソ連軍を追撃、9月2日には旧国境までたどり着いた。

## 攻勢の終了
8月31日、マンネルハイムはラヤヨキ川河口からオフタの線で攻撃を中止するように命令した。オフタからラドガ湖の間の厳密な線はのちに命令された。この近くが旧国境線であり、フィンランド軍はそこにたどり着いたのである。この結果ソ連のレニングラード北要塞線(KaUR)への攻撃を求められなかったため戦線は短くなった。ソ連軍は6歩兵師団、多くの独立大隊や独立連隊がレニングラード北部を護っていた。しかし、これらの軍はフィンランド軍との戦闘で戦力を半減していた。
フィンランド第12師団は目標に既に9月1日に到達していたが、9月2日には他所で戦闘が始まった。第18師団は同じ日にマイニラ(Mainila)を占領し、翌日ヴァルケアサーリ(Valkeasaari 現在のBeloostrov)を占領した。9月7日、第2師団と第18師団は共に目標にしていたラヤヨキ川とオフタに到達した。第I軍の司令官Colonel Mäkinenはオフタ湖とラドガ湖、レンパーラン湖(Lempaalanjärvi)の旧国境から少し進むことを命じ、防衛に良い地点を見つけそこで攻撃を終えた。しかし、9月4日にはソ連軍から攻撃が始まり、9月6日に第10師団はキルヤサロ(Kirjasalo)でソビエト第941歩兵連隊を包囲殲滅した。最終的に9月9日には命令された線に全てのフィンランド軍が移動し、防御を開始した。
ソ連軍の司令部はすぐにフィンランド軍の攻撃圧力が減少したのを知った。また、既に9月5日にはドイツ軍に対抗するために2師団をカレリア地峡からレニングラードの南部に向けて移動している。

## レニングラード攻撃へのドイツの圧力

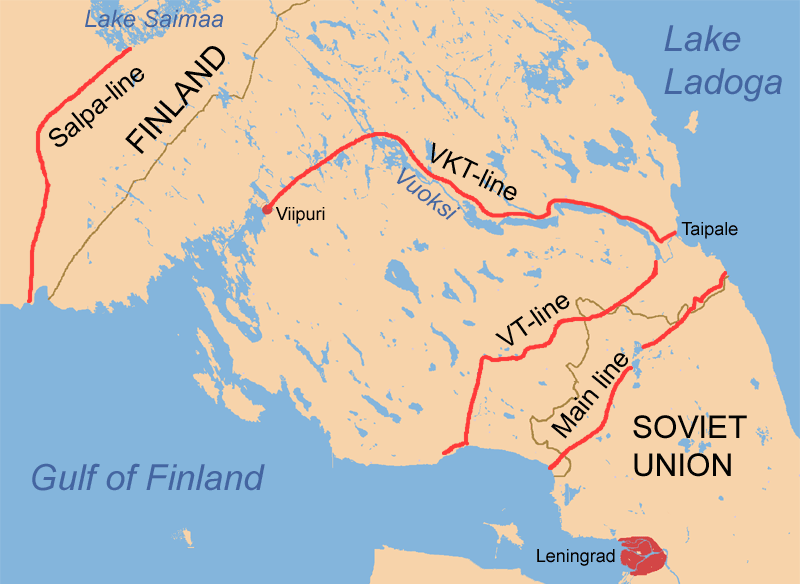
フィンランドが新たに作った要塞線

8月20日、マンネルヘイムは、司令部駐在のドイツ軍代表エルファース(W. Erfurth)大将からヴィルヘルム・カイテル元帥がフィンランド軍がレニングラードを攻撃するかどうかを問うた書簡を出すだろうとの知らせを受けた。
ドイツ軍によるレニングラード占領は、フィンランドにとっても望ましい事であったが、フィンランド軍が直接レニングラード攻撃に参加する事は、国内的にも対外的にも問題が大きかった。政府はあらかじめフィンランド軍はレニングラードを攻撃しないことを決定しており、連立与党でもある社会民主党は特に1939年国境を越えることに反対していた。政府は軍の要請に基づいて、防御しやすい地点を確保するために、旧国境線から少しだけ前進することを許可した。
カイテルの手紙を受け取ってから、大統領であるリュティと総司令官マンネルヘイムは両方とも否定的な返事を用意した。8月31日、エルファースはマンネルヘイムと接触し、フィンランドは東カレリアへの攻撃をやめて、レニングラードに攻撃を行うべきだと再度提案した。しかし、リュティとマンネルヘイムはこの案をお断りにした。

## その後
フィンランド軍は戦闘が終わるとこの地域で防御体制に入り、カレリア地峡に多くの要塞線を築きあげていった。また、占領中は民間人もカレリア地峡に戻ってきた。
この地峡の占領はソ連軍がヴィボルグ-ペトロザヴォーツク攻勢を発起する1944年まで続いた。